# Distretto di Sėrgėlėn (Tôv)
Il distretto di Sėrgėlėn  è uno dei ventisette distretti (sum) in cui è suddivisa la provincia del Tôv, in Mongolia. Conta una popolazione di 1.884 abitanti (censimento 2007).